# ساوت هیلز (مونتانا)
ساوت هیلز (به انگلیسی: South Hills) یک منطقهٔ مسکونی در ایالات متحده آمریکا است که در شهرستان جفرسون، ایالت مونتانا واقع شده‌است. ساوت هیلز ۱۵٫۲۳ کیلومتر مربع مساحت و ۵۱۷ نفر جمعیت دارد و ۱٬۴۶۴ متر بالاتر از سطح دریا واقع شده‌است.